# Xã Mott, Quận Hettinger, Bắc Dakota
Xã Mott (tiếng Anh: Mott Township) là một xã thuộc quận Hettinger, tiểu bang Bắc Dakota, Hoa Kỳ. Năm 2010, dân số của xã này là 60 người.